# Gorna Malina
Gorna Malina (in bulgaro Горна Малина?) è un comune bulgaro situato nella Regione di Sofia di 5 951 abitanti (dati 2009). La sede comunale è nella località omonima.

## Località
Il comune è formato dall'insieme delle seguenti località:
- Gorna Malina (Горна Малина) (sede comunale)
- Aprilovo (Априлово)
- Bajlovo (Байлово)
- Belopopci (Белопопци)
- Čekančevo (Чеканчево)
- Dolna Malina (Долна Малина)
- Dolno Kamarci (Долно Камарци)
- Gajtanevo (Гайтанево)
- Gorno Kamarci (Горно Камарци)
- Makocevo (Макоцево)
- Neguševo (Негушево)
- Osoica (Осоица)
- Saranci (Саранци)
- Stărgel (Стъргел)